# Tyrannochthonius harveyi
Espèce
Tyrannochthonius harveyi est une espèce de pseudoscorpions de la famille des Chthoniidae.

## Distribution
Cette espèce est endémique du Guizhou en Chine.

## Publication originale
- Gao, Wynne & Zhang, 2018 : « Two new cave-dwelling species of Tyrannochthonius Chamberlin 1929 (Pseudoscorpiones: Chthoniidae) from the Guizhou karst, China. » Zootaxa, no 4853(4), p. 572-580.